# Rajd Ypres 2006
Rajd Ypres 2006 (42. Belgium Ypres Westhoek Rally) – 42 edycja rajdu samochodowego Rajd Ypres rozgrywanego we Belgii. Rozgrywany był od 23 do 24 czerwca 2006 roku. Była to czwarta runda Rajdowych Mistrzostw Europy w roku 2006 oraz druga runda Intercontinental Rally Challenge w roku 2006 i piąta runda Rajdowych Mistrzostw Belgii. Składał się z 18 odcinków specjalnych.

## Klasyfikacja rajdu
| Miejsce                           | Kierowca                          | Pilot                             | Samochód                          | Czas                              | Strata                            |                                   |
| Klasyfikacja generalna, IRC i ERC | Klasyfikacja generalna, IRC i ERC | Klasyfikacja generalna, IRC i ERC | Klasyfikacja generalna, IRC i ERC | Klasyfikacja generalna, IRC i ERC | Klasyfikacja generalna, IRC i ERC | Klasyfikacja generalna, IRC i ERC |
| --------------------------------- | --------------------------------- | --------------------------------- | --------------------------------- | --------------------------------- | --------------------------------- | --------------------------------- |
| 1.                                | Giandomenico Basso                | Mittia Dotta                      | Fiat Abarth Grande Punto S2000    | 2:49:23.6                         | 0.0                               |                                   |
| 2.                                | Kris Princen                      | Eddy Chevaillier                  | Renault Clio S1600                | 2:50:14.2                         | +50.6                             |                                   |
| 3.                                | Larry Cols                        | Filip Goddé                       | Mitsubishi Lancer Evo IX          | 2:50:19.1                         | +55.5                             |                                   |
| 4.                                | Freddy Loix                       | Robin Buysmans                    | Citroën C2 S1600                  | 2:51:18.1                         | +1:54.5                           |                                   |
| 5.                                | Bernd Casier                      | Frederic Miclotte                 | Renault Clio S1600                | 2:51:44.0                         | +2:20.4                           |                                   |
| 6.                                | Urmo Aava                         | Frederic Miclotte                 | Renault Clio S1600                | 2:51:44.0                         | +2:20.4                           |                                   |
| 7.                                | Enrique García Ojeda              | Jordi Barrabés                    | Peugeot 206 S1600                 | 2:54:45.6                         | +5:22.0                           |                                   |
| 8.                                | Bob Colsoul                       | Tom Colsoul                       | Mitsubishi Lancer Evo IX          | 2:55:05.8                         | +5:42.2                           |                                   |
| 9.                                | Andy Lefevere                     | Ferdy Messelis                    | Subaru Impreza STi                | 2:55:17.7                         | +5:54.1                           |                                   |
| 10.                               | Dominique Bruyneel                | Philippe Droeven                  | Subaru Impreza STi N12            | 2:55:21.2                         | +5:57.6                           |                                   |